# Stemmatoiulus calvus
Stemmatoiulus calvus är en mångfotingart som beskrevs av Cook 1895. Stemmatoiulus calvus ingår i släktet Stemmatoiulus och familjen Stemmiulidae. Inga underarter finns listade i Catalogue of Life.